# فالثيرموند
فالثيرموند (بالهولندية: Valthermond) هي منطقة سكنية تقع في هولندا في بورخر- أودورن. يقدر عدد سكانها بـ 3,488 نسمة .